# Lordelo (Guimarães)
Lordelo é uma vila portuguesa sede da Freguesia de Lordelo do Município de Guimarães, freguesia com 4,97km² de área e 3 979 habitantes (censo de 2021), tendo, assim, uma densidade populacional de 800,6 hab./km².
A povoação de Lordelo foi elevada à categoria de vila pela lei n.º 60/95 de 30 de agosto de 1995.

## Demografia
A população registada nos censos foi:
| Distribuição da População por Grupos Etários | Distribuição da População por Grupos Etários | Distribuição da População por Grupos Etários | Distribuição da População por Grupos Etários | Distribuição da População por Grupos Etários |
| -------------------------------------------- | -------------------------------------------- | -------------------------------------------- | -------------------------------------------- | -------------------------------------------- |
| Ano                                          | 0-14 Anos                                    | 15-24 Anos                                   | 25-64 Anos                                   | > 65 Anos                                    |
| 2001                                         | 801                                          | 683                                          | 2541                                         | 616                                          |
| 2011                                         | 586                                          | 522                                          | 2421                                         | 758                                          |
| 2021                                         | 391                                          | 421                                          | 2221                                         | 946                                          |